# Nati nel 1654
| Questa pagina contiene informazioni ricavate automaticamente dalle voci biografiche con l'ausilio del template Bio e di un bot. L'aggiornamento è periodico e automatico e ricostruisce completamente la pagina. Se manca una persona in questa lista, sei pregato di non aggiungerla, ma accertati piuttosto che la sua voce biografica contenga il template Bio e che i dati anagrafici siano correttamente compilati. Se il template Bio manca, inseriscilo tu stesso o, in alternativa, metti l'avviso {{tmp\|Bio}} che ne segnala la mancanza. Se i dati riportati sono sbagliati, correggi direttamente la voce biografica; le modifiche saranno visibili in questa lista entro pochi giorni. Per chiarimenti vedi il progetto biografie. La lista contiene solo le 85 persone che sono citate nell'enciclopedia e per le quali è stato implementato correttamente il template Bio. Pagina aggiornata al 10 lug 2025. |

## Gennaio(2)
- 10 gennaio - Giovanni Maria Gabrielli, cardinale italiano († 1711)
- 20 gennaio - Michiel de Swaen, retore, poeta e drammaturgo fiammingo († 1707)

## Febbraio(3)
- 9 febbraio - Lorenz Wetter, politico e mercante svizzero († 1734)
- 19 febbraio - Antonio Bellucci, pittore e decoratore italiano († 1726)
- 20 febbraio - George Churchill, nobile, politico e ammiraglio inglese († 1710)

## Marzo(7)
- 10 marzo - Giuseppe Bartolomeo Chiari, pittore italiano († 1727)
- 12 marzo - Jan Hoogsaat, pittore, incisore e decoratore olandese († 1733)
- 12 marzo - Giuseppe Passeri, pittore italiano († 1714)
- 22 marzo - Francesco Frosini, arcivescovo cattolico italiano († 1733)
- 25 marzo - Francisco Maria Píccolo, religioso, presbitero e missionario italiano († 1729)
- 28 marzo - Sofia Amalia Moth, danese († 1719)
- 31 marzo - Lorenzo Cozza, cardinale italiano († 1729)

## Aprile(6)
- 2 aprile - Heinrich Christoph Fehling, pittore tedesco († 1725)
- 9 aprile - Samuel Fritz, missionario e cartografo ceco († 1725)
- 15 aprile - Carlo d'Aquino, gesuita, letterato e lessicografo italiano († 1737)
- 23 aprile - Antonio Egon di Fürstenberg, principe († 1716)
- 27 aprile - Charles Blount, scrittore inglese († 1693)
- 30 aprile - Hendrik Frans Verbruggen, scultore belga († 1724)

## Maggio(5)
- 3 maggio - Jacques Abbadie, pastore protestante, teologo e scrittore francese († 1727)
- 4 maggio - Kangxi, imperatore cinese († 1722)
- 13 maggio - Thomas Lennard, I conte di Sussex, nobile e politico inglese († 1715)
- 23 maggio - Nicodemus Tessin il Giovane, architetto svedese († 1728)
- 24 maggio - Angelo Marinali, scultore italiano († 1702)

## Giugno(4)
- 22 giugno - Federico Pappacoda, presbitero, letterato e poeta italiano († 1719)
- 23 giugno - Richard Onslow, I barone Onslow, politico inglese († 1717)
- 23 giugno - Sofia di Sassonia-Weissenfels, principessa sassone († 1724)
- 24 giugno - Thomas Fuller, scrittore, medico e storico inglese († 1734)

## Luglio(5)
- 1º luglio - Luigi Giuseppe di Borbone-Vendôme, nobile e generale francese († 1712)
- 9 luglio - Reigen, imperatore giapponese († 1732)
- 12 luglio - Gregorio Sellari, cardinale e teologo italiano († 1729)
- 14 luglio - Tommaso Bonaventura della Gherardesca, arcivescovo cattolico italiano († 1721)
- 25 luglio - Agostino Steffani, vescovo cattolico e compositore italiano († 1728)

## Agosto(4)
- 3 agosto - Carlo I d'Assia-Kassel, nobile tedesco († 1730)
- 15 agosto - Giovan Giuseppe della Croce, religioso, santo e francescano italiano († 1734)
- 26 agosto - Alessandro Bon, condottiero e politico italiano († 1715)
- 26 agosto - Ascanio Gonzaga, militare e arcivescovo cattolico italiano († 1728)

## Ottobre(4)
- 14 ottobre - Daniele III Giovanni Dolfin, politico, ambasciatore e nobile italiano († 1729)
- 15 ottobre - Antonio Maria Haffner, pittore e presbitero italiano († 1732)
- 18 ottobre - Giovanni Federico di Brandeburgo-Ansbach, nobile tedesco († 1686)
- 26 ottobre - Giovanni Maria Lancisi, medico italiano († 1720)

## Novembre(3)
- 9 novembre - Louis Boullogne II, pittore, incisore e disegnatore francese († 1733)
- 13 novembre - Herman Moll, cartografo, incisore e editore britannico († 1732)
- 23 novembre - Jan van Kessel il Giovane, pittore fiammingo († 1708)

## Dicembre(7)
- 10 dicembre - Giovan Gioseffo Dal Sole, pittore e incisore italiano († 1719)
- 13 dicembre - Robert Livingston il Vecchio, imprenditore scozzese († 1728)
- 17 dicembre - Prudenza Gabrielli Capizucchi, scrittrice e nobildonna italiana († 1709)
- 20 dicembre - Maria Anna Giuseppina d'Asburgo, nobile († 1689)
- 22 dicembre - Edmond Martène, monaco cristiano, storico e bibliotecario francese († 1739)
- 27 dicembre - Jakob Bernoulli, matematico e scienziato svizzero († 1705)
- 29 dicembre - Armand Bazin de Besons, arcivescovo cattolico e politico francese († 1721)

## Senza giorno specificato(35)
- Francesco Albergotti, militare e scrittore italiano († 1717)
- Alexis Bidal d'Asfeld, ufficiale francese († 1689)
- Giovanni Bonazza, scultore italiano († 1736)
- Jan van Bunnick, pittore olandese († 1727)
- Gregorio Caloprese, filosofo, medico e matematico italiano († 1715)
- Charlotte-Rose de Caumont de La Force, nobildonna, scrittrice e poetessa francese († 1724)
- Giovanni Battista Costantini, attore teatrale italiano († 1720)
- Elia Del Re, matematico italiano († 1733)
- Louis Dorigny, pittore francese († 1742)
- Giovanni Evangelista Draghi, pittore italiano († 1712)
- Thomas Grey, II conte di Stamford, nobile e politico britannico († 1720)
- Bartolomeo Guidobono, pittore italiano († 1709)
- Étienne Loulié, musicista, pedagogo e teorico della musica francese († 1702)
- Vincent Lübeck, compositore e organista tedesco († 1740)
- Johannes Munnickhuysen, incisore e tipografo olandese († 1701)
- Antonio Maria Pacchioni, compositore italiano († 1738)
- William Paston, II conte di Yarmouth, nobile e politico inglese († 1732)
- Jean Pigeon, fisico francese († 1739)
- Anton Maria Piola, pittore italiano († 1715)
- Giacomo Antonio Ponsonelli, scultore italiano († 1735)
- Wenzel Ferdinand Popel von Lobkowitz, diplomatico austriaco († 1697)
- Hattori Ransetsu, poeta giapponese († 1707)
- Edward Ravenscroft, drammaturgo inglese († 1707)
- Richard Savage, IV conte Rivers, nobile, militare e politico inglese († 1712)
- William Seymour, III duca di Somerset, nobile inglese († 1671)
- Pier Francesco Tosi, cantante castrato e compositore italiano († 1732)
- Pierre Varignon, matematico e presbitero francese († 1722)
- Barbara Villiers, nobildonna inglese († 1708)
- Daniel Voysin de La Noiraye, politico e nobile francese († 1717)
- Pieter Withoos, pittore e illustratore olandese († 1693)
- Antonio Zacco, militare italiano († 1723)
- Madame de Ventadour, nobile francese († 1744)
- Louis de Sacy, scrittore e avvocato francese († 1727)
- Giacomo del Pò, pittore e incisore italiano († 1726)
- Bernardina Sofia della Frisia orientale-Rietberg, contessa e badessa († 1726)